# به‌سوی جنگل (موسیقی متن)
به‌سوی جنگل (انگلیسی: Into the Woods) آلبوم موسیقی متن فیلم فانتزی موزیکال سال ۲۰۱۴ والت دیزنی پیکچرز با همین نام است. موسیقی‌های این فیلم توسط استیون سوندهایم نوشته و ساخته شده‌است و شامل اجرای وکال گروه بازیگران این فیلم متشکل از مریل استریپ، امیلی بلانت، جیمز کوردن، آنا کندریک، کریس پاین، جانی دپ، دنیل هاتلستون، مکنزی موزی، تریسی آلمن، کریستین برنسکی، تمی بلانچارد و لوسی پانچ است.
دو نسخه از این آلبوم موسیقی متن توسط والت دیزنی رکوردز در ۱۶ دسامبر ۲۰۱۴ منتشر شد: نسخه تک سی‌دی سنتی و نسخه دو سی‌دی لوکس دیجی‌پک. والت دیزنی رکوردز متعاقباً نسخه بی‌کلام این آلبوم موسیقی متن را در ۱۵ ژانویه ۲۰۱۵ منتشر کرد.

## جدول‌های موسیقی
| جدول (۲۰۱۴–۱۵)                             | بهترین جایگاه |
| ------------------------------------------ | ------------- |
| آلبوم‌های استرالیایی (ای‌آرآی‌ای)             | ۱۳            |
| آلبوم‌های بلژیکی (اولتراتاپ فلاندرز)        | ۱۲۳           |
| بیلبورد ۲۰۰ ایالات متحده                   | ۸             |
| آلبوم‌های موسیقی متن ایالات متحده (بیلبورد) | ۲             |

| جدول (۲۰۱۵)                                | جایگاه |
| ------------------------------------------ | ------ |
| بیلبورد ۲۰۰ ایالات متحده                   | ۱۳۴    |
| آلبوم‌های موسیقی متن ایالات متحده (بیلبورد) | ۷      |